# فاطمه آیت منصور عمروش
فاطمه آیت منصور عمروش (به فرانسوی: Fadhma Aït Mansour Amrouche) نویسنده و شاعر قرن نوزدهم میلادی اهل فرانسه بود.